# Eremorhax latus
Eremorhax latus är en spindeldjursart som beskrevs av Muma 1951. Eremorhax latus ingår i släktet Eremorhax och familjen Eremobatidae. Inga underarter finns listade i Catalogue of Life.